# Мордовия (футбольный клуб)
«Мордо́вия» — советский и российский футбольный клуб из Саранска, существовавший с 1961 до 2020 года. Победитель Первенства Футбольной национальной лиги сезонов 2011/12 и 2013/14.

## История

### Чемпионаты СССР
Футбольный клуб «Мордовия» был основан в 1961 году. Прежде в первенствах РСФСР участвовали физкультурные коллективы Мордовской АССР — «Трудовые резервы» (1953, 1955), «Спартак» (1954), сборная Саранска (1956), «Динамо» (1957, 1958) и «Университет» (1959). На профессиональном уровне, или, как говорили в то время, «по мастерам», мордовский футбол дебютировал 2 мая 1961 года. В этот день саранский «Строитель» в домашнем матче в рамках турнира 5-й зоны класса «Б» чемпионата СССР одержал победу 2:1 над другим дебютантом — тюменским «Геологом». Первые голы забили местные футболисты Юрий Зарубин и Владимир Квасков.
Уже по ходу своего первого сезона, примерно в августе 1961 года, команда сменила название на «Спартак». В красно-белых цветах саранские мастера играли целое десятилетие. В 1964 году под руководством Алексея Соколова (капитана московского «Спартака» послевоенных лет) заняли 9-е место в своём зональном турнире. В 1970 году саранский «Спартак» финишировал на 8-й позиции. В 1960-е годы большой вклад в историю клуба внесли такие футболисты, как Виктор Проценко, Константин Давыдов, Виктор Попков, Юрий Зарубин, Славий Давыдкин, Анатолий Казаков, Алексей Тенетко, Валерий Илларионов, Анатолий Костерин, Геннадий Чиконаков, Юрий Смирнов, Юрий Варвенский, Владимир Поспелов, Валерий Привиденцев. Сезон 1972 года, когда клуб, сменив название на «Электросвет», был снят с соревнований за нарушения регламента, лишил Саранск футбола на восемь лет.
В 1980 году под названием «Светотехника» флагман мордовского футбола вернулся на спортивную карту страны. Роль вожака принял на себя Пётр Пискунов, игравший в 1970-е годы в чемпионате ГДР. Практически все 1980-е командой руководил Валерий Фёдорович Калугин. С ним у руля «Светотехника» провела 189 матчей в чемпионатах СССР. Особо яркие по игре сезоны датированы 1982—1986 годами. Выделялись Фёдор Татюшев, Валерий Губа, Валерий Ядов, Алексей Бессонов, Александр Машин, Юрий Сиротин, Алексей Волынкин, Владимир Бибиков, Николай Левин, Сергей Дикарев, Гомер Даначёв, Сергей Крайнов. В 1991 году было добыто «серебро» турнира 5-й зоны второй лиги. Звёздами того состава были местные игроки Виталий Никулкин, Владимир Рокунов, Альберт Федосов, а также опытный «варяг» Эдуард Шаповалов.

### Чемпионаты России

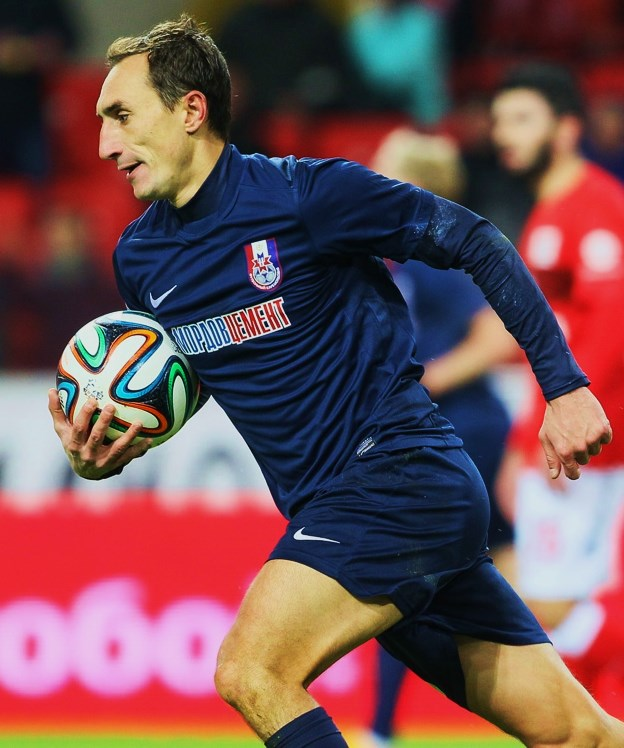
Руслан Мухаметшин

В двух первых чемпионатах России «Светотехника» занимала 13-е место в зоне «Центр» Первой лиги. Попутно команда Владимира Соловьёва успешно выступила в первом розыгрыше Кубка России, дойдя до четвертьфинала, где уступила ЦСКА. Возвращение назад, в третий по счёту эшелон, произошло ввиду того, что в 1994 году из трёх зон — «Запада», «Центра» и «Востока» — был сформирован единый Первый дивизион. С 1998 по 2002 год «Светотехника» выступала в одном турнире с другим саранским клубом «Биохимиком».
В начале 2000-х команда трижды подряд побеждала в «Поволжье», однако, пробиться в Первый дивизион удалось лишь с отменой стыковых матчей. В битвах с лучшими командами «Юга» «Светотехника» Александра Хомутецкого выглядела как минимум не хуже соперников. Однако пройти «Кубань» и ростовский СКА не удалось. В 2003 и 2004 годах клуб носил название «Лисма-Мордовия» и играл в Первом дивизионе. В 2003 в команде капитаном был Олег Веретенников, который забил 18 мячей. В 2004 году «Лисма-Мордовия», заняв 21-е место, вылетела из Первого дивизиона.
17 марта 2005 года было образовано некоммерческое партнёрство ФК «Мордовия». Несколько лет подряд Саранск предпринимал попытки вернуться в первый дивизион и закрепиться там. Окончательно утвердиться в статусе крепкой команды довелось в 2010 году. За год до этого главным тренером стал Фёдор Щербаченко, при котором «Мордовия» завоевала титул сильнейшей команды второго дивизиона, выиграв не только турнир «Урал-Поволжье», но и Кубок ПФЛ. В «золотом» сезоне 2009 года главная команда Мордовии впервые сыграла в бордовой форме.
Весной 2012 года «Мордовия» впервые победила в ФНЛ и вышла в Премьер-лигу. Марафонская дистанция переходного на систему «осень-весна» чемпионата была пройдена с результатом в 100 очков. Лидер атак саранской команды Руслан Мухаметшин выиграл бомбардирскую гонку, забив 31 мяч. Закрепиться наверху с первой попытки не удалось. Весной 2014 года «Мордовия» во второй раз вышла в Премьер-лигу с первого места в ФНЛ. В сезоне 2014/15 команда с Юрием Сёминым на посту наставника завоевала 8-е место.
После этого последовали два не самых удачных сезона, в результате чего летом 2017 года «Мордовия» вновь оказалась в рядах ПФЛ. Для того, чтобы выиграть турнир группы «Урал-Приволжье», команде под руководством местного специалиста Марата Мустафина хватило одного сезона.
В 2020 году, вылетев из ФНЛ из-за долгов, клуб не заявился в ПФЛ и лишился профессионального статуса. На любительском уровне в соревнованиях МФС «Приволжье» III дивизиона осталась команда «Мордовия-МЦПЮФПМ» межрегионального центра подготовки юных футболистов Приволжья «Мордовия» (ранее в ряде сезонов игравшая там также как «Мордовия»-М и ЦПРФ «Мордовия»).

## Основные сведения

### Цвета клуба
| Красный | Белый | Синий |

### Названия
- «Строитель» — с мая по август 1961.
- «Спартак» — с сентября 1961 по 1971.
- «Электросвет» — в 1972.
- «Светотехника» — с 1980 до января 2003.
- «Лисма-Мордовия» — с февраля 2003 по январь 2005.
- «Мордовия» — с 10 февраля 2005 года.

### Гимн клуба
Сергей Терханов (28.04.1954 — 06.10.2014, известный композитор и верный болельщик саранской команды).

## Достижения
- Чемпионат/Первенство СССР
  - Турнир пятой зоны второй лиги: 1991
- Чемпионат/Первенство России
  - Первенство ФНЛ (2): 2011/12, 2013/14
  - Турниры зоны второго дивизиона (5): 2000, 2001, 2002, 2009, 2017/18
  - Турниры зоны второго дивизиона: 2006
- Кубок ПФЛ
  - Турнир Кубка ПФЛ: 2009

## Статистика выступлений

### Чемпионат России
| Год     | Лига            | Место | В  | Н  | П  | Голы  | Очки | Кубок | Примечания                                         |
| ------- | --------------- | ----- | -- | -- | -- | ----- | ---- | ----- | -------------------------------------------------- |
| 1992    | Первая лига     | 13    | 11 | 7  | 16 | 50-66 | 29   | 1/4   |                                                    |
| 1993    | Первая лига     | 13    | 12 | 8  | 18 | 51-66 | 32   | 1/256 |                                                    |
| 1994    | Вторая лига     | 12    | 6  | 13 | 13 | 21-39 | 25   | 1/256 |                                                    |
| 1995    | Вторая лига     | 8     | 18 | 8  | 14 | 43-48 | 62   | 1/64  |                                                    |
| 1996    | Вторая лига     | 10    | 16 | 12 | 14 | 53-49 | 60   | 1/128 |                                                    |
| 1997    | Вторая лига     | 15    | 12 | 9  | 19 | 64-69 | 45   | 1/256 |                                                    |
| 1998    | Второй дивизион | 7     | 16 | 9  | 11 | 54-36 | 57   | 1/128 |                                                    |
| 1999    | Второй дивизион | 12    | 11 | 7  | 16 | 34-52 | 40   | 1/256 |                                                    |
| 2000    | Второй дивизион | 1     | 27 | 2  | 5  | 62-32 | 83   | 1/128 | Поражение в стыковых матчах от «Кубани» (0:1, 0:0) |
| 2001    | Второй дивизион | 1     | 28 | 1  | 5  | 79-17 | 85   | 1/16  | Поражение в стыковых матчах от СКА Р/Д (1:1, 0:1)  |
| 2002    | Второй дивизион | 1     | 24 | 4  | 2  | 68-19 | 76   | 1/32  |                                                    |
| 2003    | Первый дивизион | 14    | 15 | 8  | 19 | 54-60 | 53   | 1/32  |                                                    |
| 2004    | Первый дивизион | 21    | 5  | 11 | 26 | 24-62 | 26   | 1/32  |                                                    |
| 2005    | Второй дивизион | 7     | 15 | 6  | 13 | 46-41 | 51   | 1/64  |                                                    |
| 2006    | Второй дивизион | 2     | 22 | 6  | 6  | 64-30 | 72   | 1/16  |                                                    |
| 2007    | Первый дивизион | 19    | 13 | 4  | 25 | 44-88 | 43   | 1/32  |                                                    |
| 2008    | Второй дивизион | 7     | 16 | 8  | 10 | 46-38 | 56   | 1/128 |                                                    |
| 2009    | Второй дивизион | 1     | 24 | 5  | 1  | 68-13 | 77   | 1/4   | Победа в Кубке ПФЛ                                 |
| 2010    | Первый дивизион | 6     | 16 | 10 | 12 | 53-40 | 58   | 1/16  |                                                    |
| 2011/12 | ФНЛ             | 1     | 29 | 13 | 9  | 91-55 | 100  | 1/16  |                                                    |
| 2012/13 | Премьер-лига    | 15    | 5  | 5  | 20 | 30-57 | 20   | 1/8   |                                                    |
| 2013/14 | ФНЛ             | 1     | 22 | 7  | 7  | 59-30 | 73   | 1/8   |                                                    |
| 2014/15 | Премьер-лига    | 8     | 11 | 5  | 14 | 22-43 | 38   | 1/4   |                                                    |
| 2015/16 | Премьер-лига    | 16    | 4  | 12 | 14 | 30-50 | 24   | 1/16  |                                                    |
| 2016/17 | ФНЛ             | 17    | 11 | 7  | 20 | 39-50 | 40   | 1/16  |                                                    |
| 2017/18 | ПФЛ             | 1     | 17 | 5  | 2  | 38-8  | 56   | 1/256 |                                                    |
| 2018/19 | ФНЛ             | 12    | 12 | 11 | 15 | 37-46 | 47   | 1/32  |                                                    |
| 2019/20 | ФНЛ             | 20    | 4  | 7  | 16 | 21-44 | 19   | 1/16  |                                                    |

## Стадион
Стадион «Светотехника» до 2010 года являлся домашней ареной «Мордовии». 15 июля 2010 года начался снос стадиона, который был завершён 6 сентября. После чего руководство клуба решило проводить все домашние матчи на стадионе «Старт», открытом в сентябре 2004 года. Спортсооружение способно вместить 11 613 зрителей.
В 2010 году в Саранске началось строительство нового стадиона, получившего название «Мордовия Арена». В 2018 году здесь проводились матчи чемпионата мира по футболу. В городе-организаторе Саранске сыграли восемь национальных сборных: Перу — Дания (16 июня), Колумбия — Япония (19 июня), Иран — Португалия (25 июня), Панама — Тунис (28 июня). Вместимость стадиона «Мордовия Арена» составляет 43 958 мест Первый тестовый матч на новом стадионе состоялся 21 апреля 2018 года, когда «Мордовия» встречалась с ижевским «Зенитом» (0:0).

## Тренеры

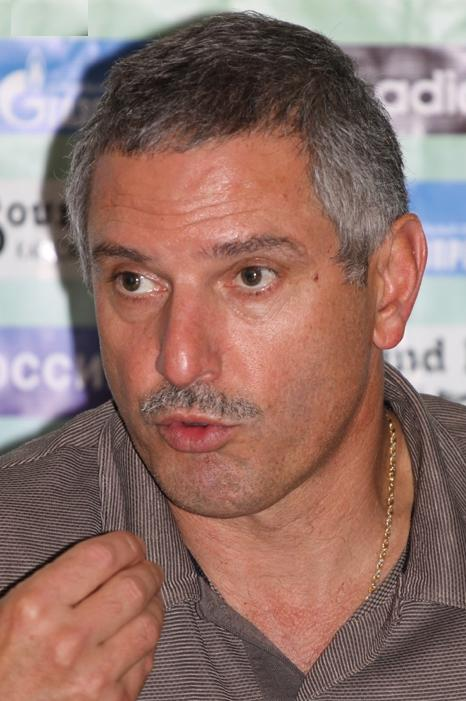
Впервые клуб вышел в Премьер-Лигу под руководством Ф. Щербаченко

Список главных тренеров ФК «Мордовия» с 1992 года.
| Тренер                    | Время работы            | И   | В   | Н  | П  | Мячи    | Очки |
| ------------------------- | ----------------------- | --- | --- | -- | -- | ------- | ---- |
| Владимир Соловьёв         | 1992 — 05.06.1994       | 89  | 29  | 18 | 42 | 119-155 | 76   |
| Юрий Смирнов              | 06.06.1994 — 02.09.1994 | 14  | 2   | 7  | 5  | 7-17    | 11   |
| Валерий Третьяков         | 03.09.1994 — 1994       | 8   | 1   | 3  | 4  | 5-13    | 5    |
| Александр Королёв         | 1995 — 1996             | 85  | 35  | 20 | 30 | 103-102 | 90   |
| Владимир Бибиков          | 1997 — 24.07.1998       | 61  | 21  | 14 | 26 | 99-92   | 56   |
| Владимир Ерофеев          | 25.07.1998 — 1998       | 17  | 6   | 4  | 7  | 17-20   | 16   |
| Алексей Бессонов          | 1999 — 19.07.1999       | 18  | 6   | 5  | 7  | 18-26   | 17   |
| Валерий Губа              | 20.07.1999 — 1999       | 17  | 5   | 3  | 9  | 16-26   | 13   |
| Александр Хомутецкий      | 2000 — 19.05.2004       | 165 | 100 | 25 | 40 | 285-153 | 225  |
| Николай Левин             | 20.05.2004 — 28.05.2004 | 2   | —   | —  | 2  | 0-7     | —    |
| Владимир Дергач           | 29.05.2004 — 2004       | 31  | 4   | 6  | 21 | 18-45   | 14   |
| Владимир Бибиков          | 2005                    | 36  | 16  | 6  | 14 | 47-43   | 38   |
| Юрий Уткин                | 2006 — 11.12.2008       | 118 | 55  | 19 | 44 | 160-172 | 129  |
| Фёдор Щербаченко          | 12.12.2008 — 19.11.2012 | 156 | 81  | 33 | 42 | 250-172 | 195  |
| Владимир Бибиков          | 20.11.2012 — 27.12.2012 | 3   | —   | 1  | 2  | 2-5     | 1    |
| Доринел Мунтяну           | 28.12.2012 — 10.06.2013 | 11  | 3   | 2  | 6  | 12-16   | 8    |
| Марат Мустафин            | 11.06.2013 — 22.06.2013 | —   | —   | —  | —  | —       | —    |
| Сергей Подпалый           | 23.06.2013 — 08.08.2013 | 7   | 5   | —  | 2  | 14-8    | 10   |
| Марат Мустафин            | 09.08.2013 — 15.08.2013 | 1   | 1   | —  | —  | 4-0     | 2    |
| Юрий Максимов             | 16.08.2013 — 17.05.2014 | 33  | 15  | 12 | 6  | 44-30   | 42   |
| Юрий Сёмин                | 27.05.2014 — 30.05.2015 | 33  | 13  | 5  | 15 | 29-46   | 31   |
| Андрей Гордеев            | 03.06.2015 — 03.04.2016 | 22  | 2   | 10 | 10 | 21-28   | 14   |
| Марат Мустафин            | 04.04.2016 — 02.06.2016 | 9   | 2   | 2  | 5  | 9-23    | 6    |
| Дмитрий Черышев           | 03.06.2016 — 29.01.2017 | 26  | 7   | 4  | 15 | 27-39   | 18   |
| Андрей Сёмин              | 30.01.2017 — 20.05.2017 | 13  | 5   | 3  | 6  | 15-14   | 18   |
| Марат Мустафин            | 16.06.2017 — 25.10.2019 | 83  | 33  | 21 | 29 | 91-85   | 120  |
| Руслан Мухаметшин (и. о.) | 25.10.2019—24.11.2019   | 6   | 1   | 3  | 2  | 6-8     | 6    |
| Олег Василенко            | 14.02.2020—30.07.2020   | 2   | 0   | 0  | 2  | 2-6     | 0    |

## Болельщики

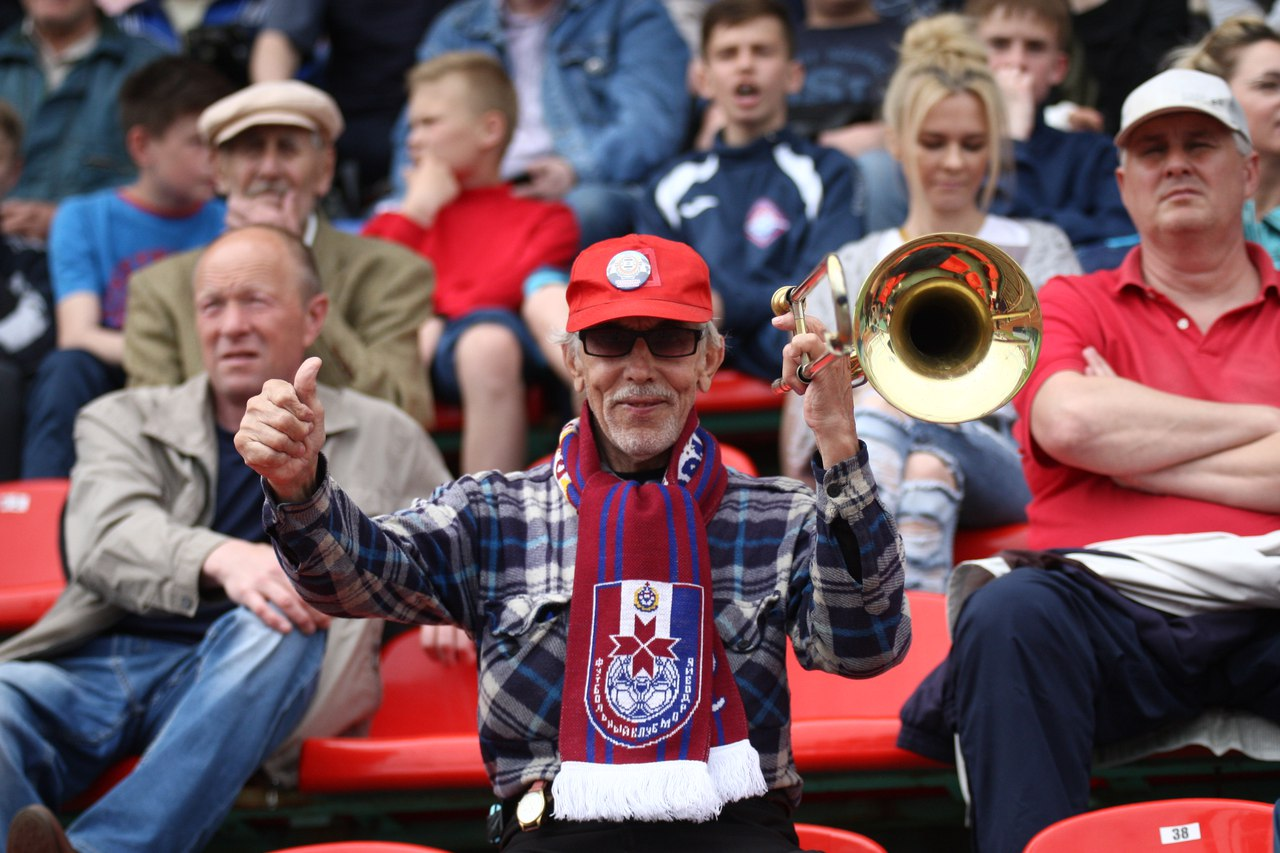
Виктор Паутов

Клуб располагает довольно сильной фанатской поддержкой (United Saransk, Fox Warriors). Ранее различные группы поддерживали «Светотехнику» и «Биохимик», и не желали иметь ничего общего. Но в 2005 году, после того, как в регионе вернулись к схеме с одной главной командой, представляющей интересы республики, несколько фанатских течений объединились в единое целое.
В июне 2012 года, по инициативе специалиста пресс-службы ФК «Мордовия» Евгения Сулейманова и директора клуба Николая Левина, был впервые организован турнир болельщиков ФК «Мордовия», собравший 16 команд.. Первым победителем стала команда ФанаТіme (капитан — Александр Бухаров), победившая в финале команду «Электросвет» (капитан — Алексей Пузанков). Традиции с проведением подобных соревнований поддерживаются клубом и по сей день. В отдельном зимнем турнире, проводящемся в период рождественских каникул, принимают участие преимущественно фанатские коллективы.
В статусе суперболельщика на торжественной церемонии жеребьёвки ЧМ-2018, проходившей в Кремле, футбольный клуб «Мордовия» представлял Виктор Архипович Паутов — известный в республике тромбонист, получивший в болельщицкой среде прозвище «Трубач». Начиная с конца 1990-х годов, Паутов поддерживает «Мордовию» игрой на своём музыкальном инструменте. Причём время от времени делает это не только в Саранске, но и на выездных матчах любимой команды.
Первый неофициальный сайт, посвящённый ФК «Мордовия», появился в интернете в 2005 году, и в течение нескольких лет исключительной популярностью среди поклонников саранской команды пользовалась его гостевая книга. Создателем первого сайта и первой «открытой трибуны» для болельщиков был болельщик из Ковылкино Валерий Березин, ныне проживающий в подмосковном городе Раменское. В 2007 году этот же болельщик стоял у истоков создания первого сообщества, посвящённого ФК «Мордовия», в социальной сети «ВКонтакте».
Достаточно известным болельщиком ФК «Мордовия» является Виктор Иванович Ванягин по прозвищу «Дядя Витя» или «Витёк», получивший популярность благодаря эксцентричной манере поведения во время матчей, в частности — оглушительным свистом и собственно выдуманным возгласом «Мордва великая». В 2013 году, по инициативе Валерия Березина, был изготовлен специальный шарф с аналогичным девизом. В перерыве одного из домашних матчей болельщики ФК «Мордовия» Азат Карабанов и Андрей Кубанцев вручили шарф «Мордва великая» Виктору Ванягину. Излюбленным местом боления мордовского Витька является Восточная трибуна. На «Светотехнике» и «Старте» эта часть стадиона не была оборудована козырьком. Несмотря на это, как в тёплое время, так и в непогоду, Ванягин предпочитал поддерживать свою любимую команду с голым торсом, раздеваясь по пояс. Схожее место Витек старается занимать и на стадионе «Мордовия Арена». С шарфом «Мордва великая» он приходит не только на футбольные матчи, но и на хоккей, и баскетбол.

## База
Основная база ФК «Мордовия» расположена в Ленинском парке под адресом ул. Пионерская, д. 2Б. К ЧМ 2018 на стадионе ФК «Мордовия» были открыты два тренировочных поля.

## Рекордсмены клуба
| # | Футболист        | Период                           | Игр |
| - | ---------------- | -------------------------------- | --- |
| 1 | Алексей Бессонов | 1980—1987, 1989—1994             | 421 |
| 2 | Виталий Никулкин | 1989—1991, 1996—2003, 2005—2007  | 403 |
| 3 | Валерий Строков  | 1980—1984, 1986, 1987, 1991—1996 | 317 |
| 4 | Сергей Дикарев   | 1981—1984, 1993—1999             | 304 |
| 5 | Олег Антонов     | 1989, 1992—2001                  | 301 |

| # | Футболист         | Период                          | Голов |
| - | ----------------- | ------------------------------- | ----- |
| 1 | Руслан Мухаметшин | 2009—2013, 2014—2016, 2017—2019 | 129   |
| 2 | Виталий Никулкин  | 1989—1991, 1996—2003, 2005—2007 | 110   |
| 3 | Валерий Губа      | 1981—1987, 1989                 | 104   |
| 4 | Алексей Бессонов  | 1980—1987, 1989—1994            | 78    |
| 5 | Илья Бородин      | 2001—2004                       | 64    |